# Оміна (Мічиган)
Оміна (англ. Omena) — переписна місцевість (CDP) в США, в окрузі Лілано штату Мічиган. Населення — 295 осіб (2020).

## Географія
Оміна розташована за координатами 45°3′45″ пн. ш. 85°35′54″ зх. д. / 45.06250° пн. ш. 85.59833° зх. д. (45.062570, -85.598457).  За даними Бюро перепису населення США в 2010 році переписна місцевість мала площу 11,83 км², з яких 11,70 км² — суходіл та 0,13 км² — водойми.

## Демографія
Згідно з переписом 2010 року, у переписній місцевості мешкало 267 осіб у 124 домогосподарствах у складі 91 родини. Густота населення становила 23 особи/км².  Було 291 помешкання (25/км²).
Расовий склад населення:
| - 91,0 % — білих - 7,9 % — корінних американців - 0,4 % — чорних або афроамериканців |

До двох чи більше рас належало 0,0 %. Частка іспаномовних становила 4,5 % від усіх жителів.
За віковим діапазоном населення розподілялося таким чином: 12,4 % — особи молодші 18 років, 49,4 % — особи у віці 18—64 років, 38,2 % — особи у віці 65 років та старші. Медіана віку мешканця становила 60,1 року. На 100 осіб жіночої статі у переписній місцевості припадало 102,3 чоловіків;  на 100 жінок у віці від 18 років та старших — 100,0 чоловіків також старших 18 років.
Середній дохід на одне домашнє господарство  становив 84 985 доларів США (медіана — 78 438), а середній дохід на одну сім'ю — 86 374 долари (медіана — 83 125). За межею бідності перебувало 5,6 % осіб, у тому числі 9,3 % дітей у віці до 18 років та 0,0 % осіб у віці 65 років та старших.
Цивільне працевлаштоване населення становило 66 осіб. Основні галузі зайнятості: науковці, спеціалісти, менеджери — 19,7 %, роздрібна торгівля — 16,7 %, виробництво — 16,7 %.